# Jakovlevo
Jakovlevo è una cittadina della Russia europea sudoccidentale, situata nella oblast' di Belgorod; appartiene amministrativamente al rajon Jakovlevskij.